# Sergueï Sviatchenko
Sergueï Sviatchenko, né le 7 octobre 1952 à Kharkov, est un artiste ukrainien qui vit au Danemark depuis 1990. En 1975, il obtient un diplôme d'architecte et d'artiste de l'Académie d’Art et d'Architecture de Kharkov, et en 1986 un doctorat à l’École d'Architecture de Kiev. Le style de Sviatchenko, forme d’expressionnisme abstrait, est facilement reconnaissable. Sviatchenko change le motif plusieurs fois pour faire un motif qui peut évoquer certains sentiments au spectateur. La profondeur de ses peintures de paysages est souvent plus importante que le motif lui-même.

## Biographie
Le médium préféré de Sviatchenko est la peinture acrylique, mais il a aussi fait des installations, de la vidéo, de la photographie et des collages. Il a souvent manipulé des photos. Le collage est ce qui fit connaître Sviatchenko en Ukraine. L’art abstrait n’était pas accepté dans l’Union des républiques socialistes soviétiques ; l'art était censé soutenir le régime.
Au milieu des années 1970, il travaille de préférence avec des collages, pour s'intéresser plutôt à la peinture au milieu des années 1980.
L'art de Sviatchenko est entre autres influencé par le surréalisme et l'architecture. De grands maîtres comme Michelangelo et Le Corbusier, qui ont uni l’art avec l’architecture, sont des modèles pour Sviatchenko. Le père de Sergueï Sviatchenko, Ievgueni Sviatchenko, qui était professeur de faculté en architecture et artiste, l'inspira énormément. Il montra à son fils l’art russe d'avant la révolution de 1917, où la couleur blanche fut particulièrement décisive pour la lumière et l’espace dans la peinture.